# José Alfonso Belloso y Sánchez
José Alfonso Belloso y Sánchez, né le 30 octobre 1873 à San Salvador et mort dans la même ville le 9 août 1938, est un prélat catholique salvadorien, archevêque de l'archidiocèse de San Salvador de 1927 à 1938.

## Biographie
José Alfonso Belloso y Sánchez est né le 30 octobre 1873 au Salvador.
Il est ordonné prêtre le 18 décembre 1897 pour l'archidiocèse de San Salvador.
Il est nommé évêque auxiliaire de ce diocèse le 18 décembre 1919. Par la même occasion, il devient l'évêque titulaire de Sozusa-en-Palestine (de). Il est consacré évêque le 30 mai 1920 par Claudio María Volio y Jiménez (en), évêque du diocèse de Santa Rosa de Copán.
Il est nommé archevêque de l'archidiocèse de San Salvador le 22 décembre 1927.
Il occupe cette fonction jusqu'à sa mort le 9 août 1938 à l'âge de 64 ans.